# Julie Cooper-Nichol
 (janvier 2008).
Si vous disposez d'ouvrages ou d'articles de référence ou si vous connaissez des sites web de qualité traitant du thème abordé ici, merci de compléter l'article en donnant les références utiles à sa vérifiabilité et en les liant à la section « Notes et références ».
Pour les articles homonymes, voir Nichol.
Julie Cooper-Nichol est un personnage fictif de la série télévisée Newport Beach. Elle est interprétée par l'actrice Melinda Clarke.
Julie est la mère de Marissa et Kaitlin Cooper. Dans la saison 4 elle a un troisième enfant. Au début elle est un vrai newpette puis après la mort de sa fille Marissa elle reprend ses études. Elle a été mariée à Jimmy Cooper, puis à Caleb Nichol. Elle a eu des relations avec Luke Ward, Gordon Bullit et Frank Atwood, avec lequel elle aura un fils. Elle est la meilleure amie de Kirsten Cohen. Elle s'est à un moment fiancée au père de Summer Roberts, la meilleure amie de sa fille mais a mis fin à leurs fiançailles au début de la saison 4.